# Оцукі (Коті)
О́цукі (яп. 大月町, おおつきちょう, МФА: [oːt͡su̥kʲi t͡ɕoː]?) — містечко в Японії, в повіті Хата префектури Коті. Розташоване в південно-західній частині префектури, на березі протоки Бунґо та Тихого океану. Отримало статус містечка 1957 року. Площа становить 103,02 км². Станом на 1 липня 2012 року населення складало 5509  осіб, густота населення — 53,5 осіб/км².   

## Демографія
Згідно з даними перепису населення Японії, населення Оцукі досить стрімко скорочується з початку 60-х років. За цей час воно скоротилося на більш ніж 70%. Станом на 1 жовтня 2020 року населення складало 4434 осіб, з яких чоловіків — 2128 осіб, жінок — 2306 осіб. Густота населення — 43,07 осіб/км².